# Вибухи в Ялті
Вибухи в Ялті почалися у вересні 2022 року в Ялті та околицях в окупованому Росією Криму під час російського вторгнення в Україну.

## Перебіг подій
26 вересня в Ялті та Гурзуфі сталася серія вибухів.
28 вересня у Ялті, смт Санаторне та Алупці сталося щонайменше 11 вибухів.